# Collegio elettorale di Palermo Sud
Il collegio di Palermo Sud fu un collegio elettorale uninominale della Repubblica Italiana per l'elezione del Senato della Repubblica. Apparteneva alla circoscrizione Sicilia e fu utilizzato per eleggere un senatore nella XII, XIII e XIV legislatura.
Venne istituito nel 1993 con la cosiddetta Legge Mattarella (Legge n. 276, Norme per l'elezione del Senato della Repubblica), attuata in seguito al referendum abrogativo del 1993. La legge istituì per la Camera dei deputati e per il Senato della Repubblica un sistema di elezione misto, in parte maggioritario e in parte proporzionale. Il 75% dei parlamentari dell'assemblea veniva eletto in collegi uninominali tramite sistema maggioritario a turno unico; il restante 25% al Senato veniva eletto tramite recupero proporzionale dei più votati non eletti attraverso un meccanismo di calcolo denominato "scorporo", cioè sottraendo dal conteggio dei voti totali di una lista nella parte proporzionale i voti ottenuti dai candidati collegati alla medesima lista che erano eletti nei collegi uninominali con il sistema maggioritario.
Il collegio venne abolito insieme a tutti gli altri che costituivano il Senato con la promulgazione della legge elettorale successiva, la cosiddetta Legge Calderoli. Questa prevedeva un sistema proporzionale con premio di maggioranza, che al Senato veniva attribuito a livello regionale.

## Territorio
Il collegio di Palermo Sud era uno dei 20 collegi uninominali in cui era suddivisa la Sicilia e, come previsto dal D.Lgs. del 20 dicembre 1993 n. 535, era interamente compreso nella provincia di Palermo e comprendeva parte del comune di Palermo, in particolare i quartieri di Oreto-Stazione, Montegrappa-Santa Rosalia, Cuba-Calatafimi, Settecannoli, Brancaccio-Ciaculli, Villagrazia-Falsomiele e Mezzomonreale-Villatasca. 

## Eletti
| Elezione | Elezione | Senatore                | Partito                    |
| -------- | -------- | ----------------------- | -------------------------- |
|          | 1994     | Filippo Alberto Scalone | Polo del Buon Governo (AN) |
|          | 1996     | Giovanni Russo Spena    | L'Ulivo (PRC)              |
|          | 2001     | Mario Ferrara           | Casa delle Libertà (FI)    |

## Dati elettorali

### XII legislatura
|                               | Filippo Alberto Scalone ✔️ Eletto | Polo del Buon Governo       | 44 853  | 42,16 |  |  |  |  |  |
|                               | Bruno Di Maio ✔️ Eletto           | Progressisti                | 37 113  | 34,89 |  |  |  |  |  |
|                               | Francesco Li Vigni                | Patto per l'Italia          | 11 209  | 10,54 |  |  |  |  |  |
|                               | Vincenzo Inzerillo                | Democrazia Popolare         | 8 151   | 7,66  |  |  |  |  |  |
|                               | Pietro Foti                       | Partito Socialista Italiano | 2 914   | 2,74  |  |  |  |  |  |
|                               | Calogero Caruana                  | Vespri Siciliani            | 1 206   | 1,13  |  |  |  |  |  |
|                               | Giuseppe Di Pasquali              | Liberi Forti Uniti          | 930     | 0,87  |  |  |  |  |  |
| Totale                        | Totale                            | Totale                      | 106 376 | 100   |  |  |  |  |  |
|                               |                                   |                             |         |       |  |  |  |  |  |
| Voti non validi               | Voti non validi                   | Voti non validi             | 15 197  | 12,50 |  |  |  |  |  |
| Votanti                       | Votanti                           | Votanti                     | 121 573 | 76,66 |  |  |  |  |  |
| Elettori                      | Elettori                          | Elettori                    | 158 594 |       |  |  |  |  |  |
|                               |                                   |                             |         |       |  |  |  |  |  |
| Data: 27-28 marzo 1994        |                                   |                             |         |       |  |  |  |  |  |
| Fonte: Ministero dell'interno |                                   |                             |         |       |  |  |  |  |  |

### XIII legislatura
|                               | Giovanni Russo Spena ✔️ Eletto | L'Ulivo                                  | 45 848  | 47,24 |  |  |  |  |  |
|                               | Pietro Milio ✔️ Eletto         | Lista Pannella-Sgarbi                    | 28 180  | 29,04 |  |  |  |  |  |
|                               | Giovanni D'Espinosa            | Movimento Sociale Fiamma Tricolore       | 10 295  | 10,61 |  |  |  |  |  |
|                               | Giuseppe Sorrentino            | Noi Siciliani-Fronte Nazionale Siciliano | 8 475   | 8,73  |  |  |  |  |  |
|                               | Domenico Barone                | Rinnovamento                             | 2 653   | 2,73  |  |  |  |  |  |
|                               | Cesare Gulemi                  | Partito Socialista                       | 1 600   | 1,65  |  |  |  |  |  |
| Totale                        | Totale                         | Totale                                   | 97 051  | 100   |  |  |  |  |  |
|                               |                                |                                          |         |       |  |  |  |  |  |
| Voti non validi               | Voti non validi                | Voti non validi                          | 21 617  | 18,22 |  |  |  |  |  |
| Votanti                       | Votanti                        | Votanti                                  | 118 668 | 73,02 |  |  |  |  |  |
| Elettori                      | Elettori                       | Elettori                                 | 162 522 |       |  |  |  |  |  |
|                               |                                |                                          |         |       |  |  |  |  |  |
| Data: 21 aprile 1996          |                                |                                          |         |       |  |  |  |  |  |
| Fonte: Ministero dell'interno |                                |                                          |         |       |  |  |  |  |  |

### XIV legislatura
|                               | Mario Francesco Ferrara ✔️ Eletto | Casa delle Libertà                   | 58 820  | 51,04 |  |  |  |  |  |
|                               | Concetta Cammarata                | L'Ulivo                              | 35 056  | 30,42 |  |  |  |  |  |
|                               | Vincenzo D'Agostino               | Democrazia Europea                   | 10 063  | 8,73  |  |  |  |  |  |
|                               | Giuseppe Paladino                 | Lista Di Pietro                      | 3 647   | 3,16  |  |  |  |  |  |
|                               | Giuseppe Fazzese                  | Partito della Rifondazione Comunista | 2 960   | 2,57  |  |  |  |  |  |
|                               | Pietro Milio                      | Lista Pannella-Bonino                | 2 626   | 2,28  |  |  |  |  |  |
|                               | Salvatore Morana                  | Fronte Nazionale                     | 1 211   | 1,05  |  |  |  |  |  |
|                               | Salvatore Bravo                   | Noi Siciliani                        | 860     | 0,75  |  |  |  |  |  |
| Totale                        | Totale                            | Totale                               | 115 243 | 100   |  |  |  |  |  |
|                               |                                   |                                      |         |       |  |  |  |  |  |
| Voti non validi               | Voti non validi                   | Voti non validi                      | 11 717  | 9,23  |  |  |  |  |  |
| Votanti                       | Votanti                           | Votanti                              | 126 960 | 75,15 |  |  |  |  |  |
| Elettori                      | Elettori                          | Elettori                             | 168 934 |       |  |  |  |  |  |
|                               |                                   |                                      |         |       |  |  |  |  |  |
| Data: 13 maggio 2001          |                                   |                                      |         |       |  |  |  |  |  |
| Fonte: Ministero dell'interno |                                   |                                      |         |       |  |  |  |  |  |